# Julie Matoušková
Julie Matoušková (29. října 1898 Mýto – 13. prosince 1985) byla česká teoložka a kazatelka.

## Život
Působila v sekretariátu mezinárodního Křesťanského sdružení mladých žen (YWCA) a pro tuto organizaci připravovala například během třicátých let 20. století její celostátní konference. V roce 1933 získala licenci ke kázání v Českobratrské církvi evangelické a snad poprvé kázala v Libiši při dni mládeže 14. ledna 1934. Od počátku roku 1948 do konce února 1951 pracovala coby sekretářka při Synodní radě Českobratrské církve evangelické. Věnovala se duchovenské práci mezi ženami. V roce 1951 byla po tlaku Státního úřadu pro věci církevní nucena místo opustit a odešla pracovat mimo službu této církve. Dne 26. prosince 1958 byla ordinována ke kazatelské službě v Českobratrské církvi evangelické. Kázala například ve sboru této církve v Praze 8–Kobylisích při tamních posledních bohoslužbách ve staré modlitebně.
Matoušková byla také literárně činná. Například do sborníku věnovaného prvnímu československému prezidentu Tomáši Garrigue Masarykovi přispěla svým pojednáním nazvaným Moje vzpomínka na T. G. Masaryka.
Její sestra, lékařka Anna Schustlerová, byla také evangelickou kazatelkou.